# 게리 도던
게리 도단(Gary Dourdan, 영어 발음: /dɔːrˈdɑːn/, 1966년 12월 11일 ~ )은 미국의 배우다. 펜실베이니아주 필라델피아에서 태어났다.

## 출연 작품

### 텔레비전
- CSI: 과학수사대 (2000-08) - 워릭 브라운 역

### 영화
- 에이리언 4 (1997)
- 플레잉 갓 (1997)
- 스카 시티 (1998)